# Sparkasse Arena
Die Sparkasse Arena (früher Eiswelle bzw. italienisch Palaonda) ist eine Mehrzweckhalle in der italienischen Stadt Bozen, Hauptstadt Südtirols. Die Arena wird als Eissporthalle für die Partien des Eishockeyclubs HC Bozen, verschiedener Bozner Eislaufvereine, Eissportarten sowie weiteren Sportveranstaltungen genutzt. Daneben ist sie auch Schauplatz für Konzerte, Tagungen, Messen und anderen Großveranstaltungen genutzt. Die maximal 7800 Sitzplätze sind auf festinstallierten und beweglichen Tribünen verteilt.

## Geschichte

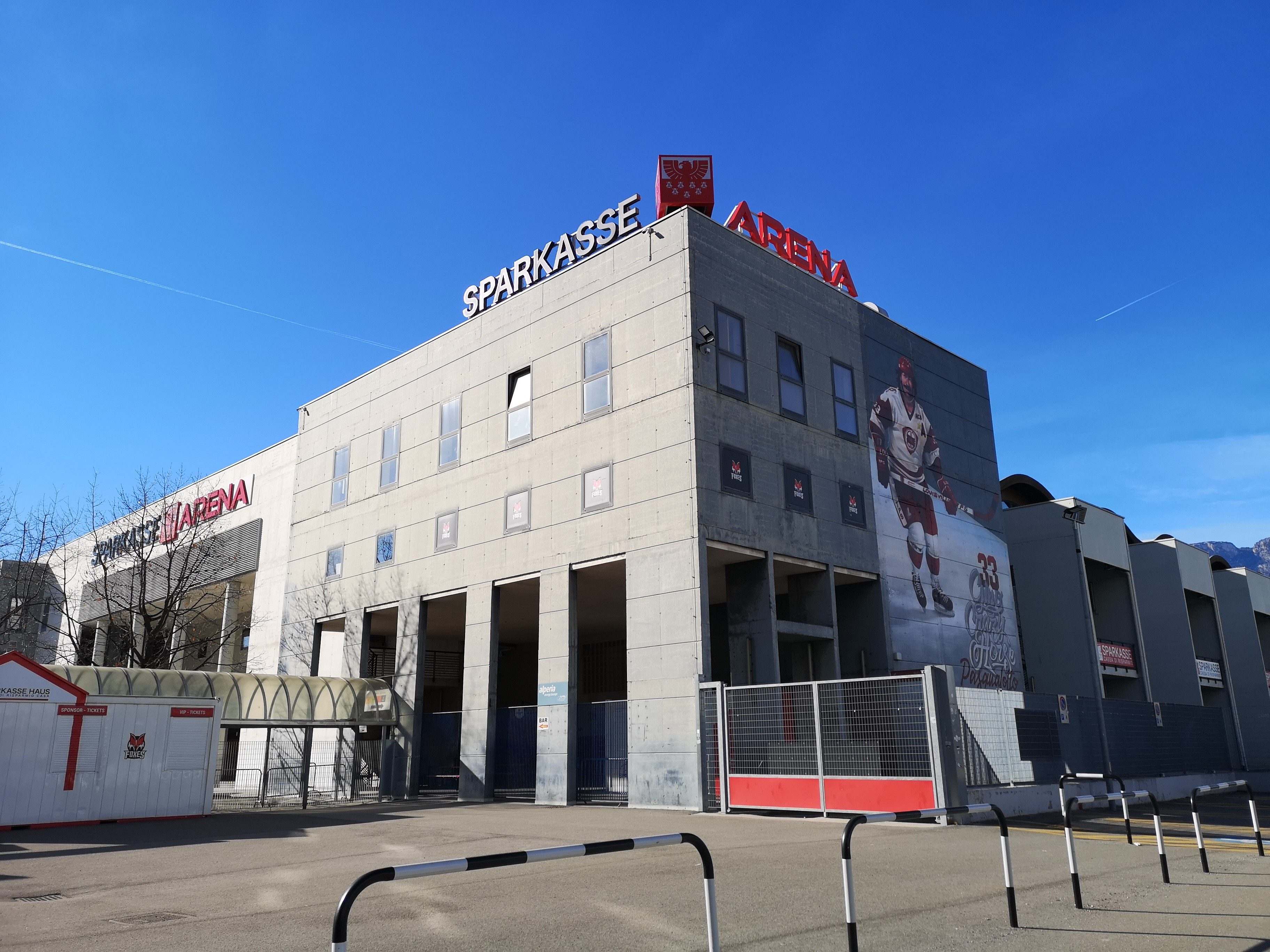
Die Sparkasse Arena von Nordosten, Eingangsbereich

Die Sparkasse Arena wurde für die Eishockey-Weltmeisterschaft 1994 erbaut und zunächst als Eiswelle (Palaonda) bezeichnet, abgeleitet von der welligen Form der Dachkonstruktion. Sie befindet sich im Bozner Industriegebiet, nahe der Messe und der Haltestelle Bozen-Süd der Bahnstrecke Bozen–Meran. Sie entstand auf dem Gelände der Messe und wurde ursprünglich von der Messekörperschaft geführt. 2010 ging die Führung auf die Stadt Bozen über, die ein Drittel der Baukosten getragen hatte. 2022 erhielt die frühere Eiswelle ihren neuen Namen, der auf dem Dauersponsor Südtiroler Sparkasse beruht.
Im November 2009 wurde in der Halle die Gruppe D des IIHF Continental Cup 2009/10 ausgetragen, wo neben dem Gastgeber HC Bozen noch die Sheffield Steelers, der HYS The Hague und der HDK Stavbar Maribor teilnahmen. Im Jahr zuvor war die Eiswelle bereits Austragungsort der Gruppe E des IIHF Continental Cup 2008/09. Neben der männlichen Hockeymannschaft trainieren dort auch der HC Eagles Bozen, welche die italienische Serie A der Frauen bestreitet. Die Heimspiele von Ritten Sport im Finale Best-of-seven der italienischen Eishockey-Meisterschaft der Serie A1 wurden im April 2010 in der Eiswelle ausgetragen.
In der Halle fand regelmäßig die Südtiroler Eisgala statt, an denen unter anderem Carolina Kostner, Todd Eldredge und Don Jackson auftraten.
In der Sparkasse Arena wurden die Hälfte der Spiele und das Endspiel der Handball-Europameisterschaft der Männer 1998 ausgetragen.